# Comité Olímpico y Deportivo Luxemburgués
El Comité Olímpico y Deportivo Luxemburgués (en luxemburgués: Lëtzebuerger Olympesche a Sporting Comité, en alemán: Luxemburgisch Olympic und Sportausschuss, en francés: Comité Olympique et Sportif Luxembourgeois), abreviado como COSL, es el Comité Olímpico Nacional para Luxemburgo.

## Lista de presidentes
- Robert Brasseur (1912–1922)
- Maurice Pescatore (1922–1925)
- Gustave Jacquemart (1925–1950)
- Paul Wilwertz (1950–1970)
- Prospera Enlace (1970–1972)
- Josy Barthel (1973–1977)
- Gérard Rasquin (1977–1989)
- Norbert Haupert (1989–1999)
- Marc Theisen (1999 –2012)
- André Hoffmann (2012 - )